# Tevfik Kış
Tevfik Kış (* 10. August 1934 in Çorum; † 4. September 2019 in Ankara) war ein türkischer Ringer.
Sein Ringertalent wurde erst beim Militärdienst entdeckt. Nach dem Militärdienst wurde er dem Kreissportdirektor vorgestellt, worauf dieser ihn dem damaligen Nationaltrainer vermittelte. Bei der Internationalen Balkanmeisterschaft von 1959 in Istanbul errang er im griechisch-römischen Stil (87 kg) den zweiten Platz. Im Jahr darauf, 1960 bei den Olympischen Spielen in Rom, gewann er im griechisch-römischen Stil (87 kg) die Goldmedaille. Tevfik Kış wurde in den nächsten Jahren zweimal Welt- und einmal Europameister und hörte 1968 mit dem Ringen auf. Er wurde Nationaltrainer und später Vorsitzender des Türkischen Ringsportverbandes. Anfang der 1980er Jahre gründete er mit Freunden aus dem Sportbereich eine Stiftung für den Ringkampfsport, deren Vorstand er leitete.
Tevfik Kış, Vater von zwei Kindern, lebte als Geschäftsmann und Restaurantbesitzer in Ankara. Für seine Verdienste um den Ringersport wurde er im September 2011 in die FILA International Wrestling Hall of Fame aufgenommen.